# Lợn cắp nách

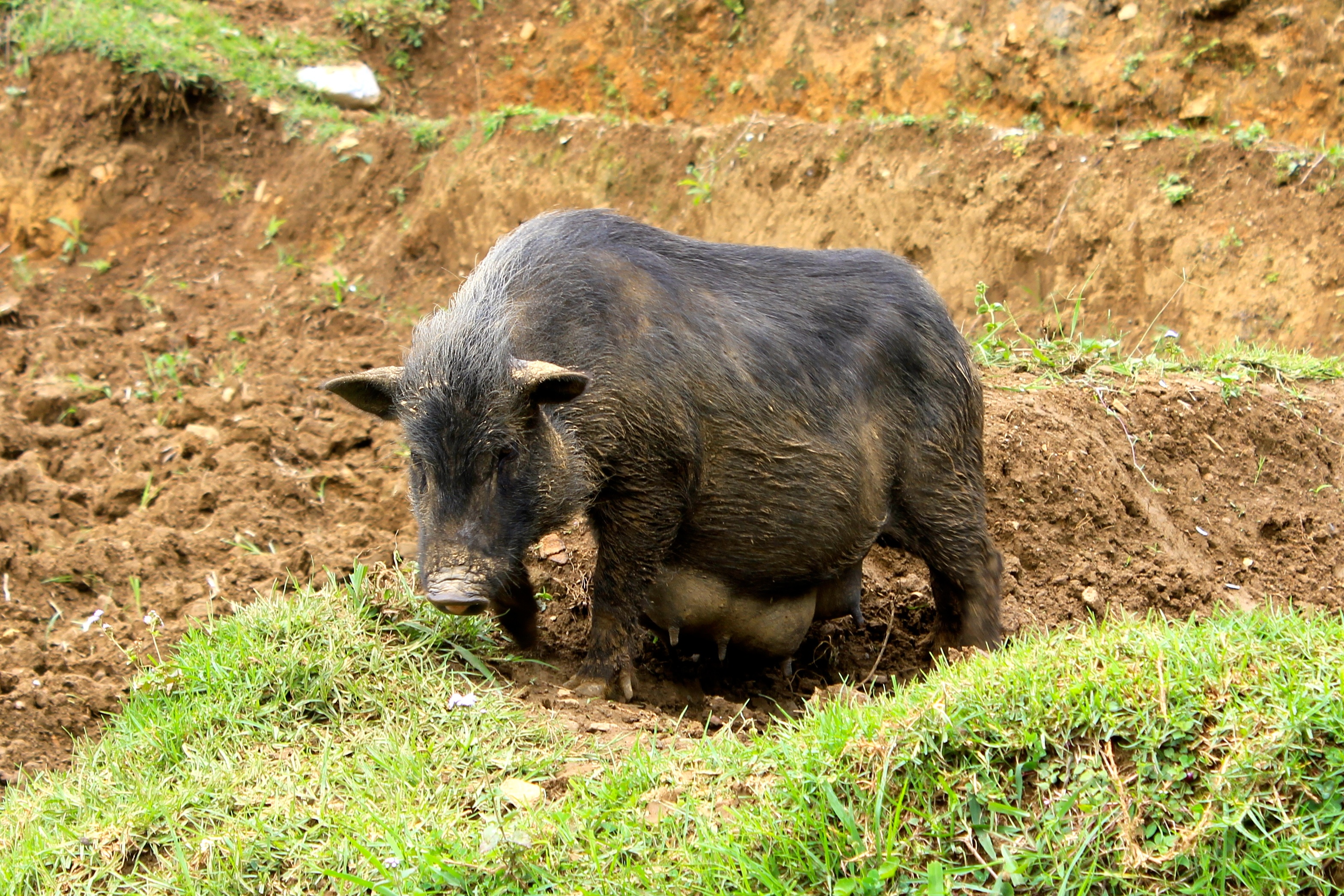
Một con lợn ở Sapa

Lợn cắp nách hay còn gọi là lợn Mường Sapa (một số nơi gọi là lợn lửng, lợn còi, lợn ri) là giống lợn đặc sản có ở vùng cao và nhiều nhất ở Lai Châu. Lợn cắp nách được ra đời từ thói quen chăn nuôi lạc hậu của các dân tộc vùng cao của Lào Cai như Dao, Thái, Mông. Đây thực chất là giống lợn đặc trưng truyền thống được lai giữa lợn rừng và lợn Mường Chúng thuộc giống lợn ri lợn nhỏ, chỉ chừng chục kg, được người dân miền núi nuôi theo kiểu thả rông và thường được người dân tộc vùng cao cắp vào nách đem bán trong các phiên chợ vùng cao.
Giống lợn này được người dân Sapa gọi là lợn cắp nách, sở dĩ gọi là lợn cắp nách vì chúng có khối lượng và ngoại hình rất nhỏ bé nên người dân có thể cho vào gùi, xách tay, thậm chí cắp vào nách cho tiện và cái tên lợn “cắp nách” hay "lợn lửng" được bắt nguồn từ đó hay khi có việc cần xuống chợ mua bán, trao đổi, bà con vùng cao thường dắt, hoặc khi vội có thể cắp nách, xách tay lội suối, băng rừng để kịp phiên chợ. Cụm từ này không có dị bản, đơn nghĩa và hoàn toàn theo nghĩa đen.

## Đặc điểm

### Ngoại hình
Về ngoại hình, lợn cắp nách được đặc trưng bởi ngoại hình còi cọc, kích cỡ nhỏ bé, có thể cắp vào nách. Kích cỡ của chúng dao động từ 4 kg đến dưới 25 kg trong đó, một số người cho rằng lợn cắp nách là những con lợn nhỏ dưới 25 kg Nhiều ước lượng cho rằng chúng thường chỉ có trọng lượng từ vài kg đến khoảng 20 kg, những con lợn được bày bán có trọng lượng không lớn hơn 20 kg, một lứa lợn đẻ đến tròn 13 tháng nhưng cân nặng chưa con nào vượt quá 20 kg
Như vậy trọng lượng phổ biến chỉ khoảng từ 10 – 20 kg trong đó chúng thường chỉ nặng khoảng 10 đến 15 kg, con nào to cũng chỉ xấp xỉ khoảng 20 kg, người sành ăn chỉ mua những con lợn từ 12 đến 15 kg. Cũng có ý kiến cho rằng kích cỡ mỗi con chỉ nặng chừng 8 đến 15 kg, chúng thuộc loại siêu chậm lớn, mỗi năm chúng chỉ tăng tối đa là 10 kg, sau đó hầu như không tăng nữa. Và có những ước lượng cho rằng mỗi con lơn này chỉ nặng từ 4–6 kg hay mỗi con chỉ chừng 4-5 ký, bé hơn con chó, lợn cắp nách chỉ nặng 4 đến 5 ký, lúc ấy là lúc có thể thu hoạch lợn để làm thịt hoặc đem bán.
Lông đen, mõm nhọn, bụng thon và mông tròn, trông còn đầy nét hoang dã. Cách nhận biết lợn cắp nách là mõm nhọn, tai bé, mình nhỏ dài, dáng còi cọc, lông dài và cứng, Đuôi bé. Do không có thức ăn tốt, giàu dinh dưỡng như cám công nghiệp, thậm chí thả cho chúng tự lên đồi kiếm ăn, nên chậm lớn. Tuy nhiên, dù bị bỏ đói, nhưng trông chúng vẫn khỏe khoắn, nhanh nhẹn tựa như lợn rừng. Nhờ có sức đề kháng tốt, giống lợn này ít bệnh, thích nghi môi trường rất cao. Do được nuôi thả tự do trong rừng nên những con lợn cắp nách chạy rất nhanh, vì vậy, người ta khá vất vả mới có thể bắt được chúng. Để tránh mua phải loại lợn bị "hoi", phải tìm được loại "lợn cắp nách" đực đã được hoạn từ bé hoặc lợn cái chưa đẻ, loại lợn này mõm phải nhọn, thân thon, tai và chân bé, mông tròn, lông cứng. 

### Tập tính
Điều đặc biệt là loài lợn này tự kiếm sống ở trong rừng, song chúng không bao giờ đi xa, chỉ quanh quẩn ở một khoảng cách nhất định. Nhiều con lợn có thói quen về ổ do chủ làm sẵn ở ngay đằng sau nhà hoặc dưới gầm sàn (có hộ thì tạo thói quen cho chúng tự về ổ) nhưng cũng có những đàn lợn ở luôn trong rừng. những đàn lợn núp trong rừng thì chúng đã đánh dấu lãnh địa của mình. Vì vậy, muốn kiểm tra đàn lợn của mình, người ta phải vào rừng tìm chúng. Muốn xem đàn lợn đã lớn chưa, người ta chỉ việc vào rừng tìm chúng hoặc ban đêm lần vào ổ của chúng để xem.
Ổ được làm bằng những cành cây, lá cây khô. Muốn bắt chúng cũng rất dễ, người ta có những tiếng kêu đặc trưng để dụ chúng đến rồi bắt. Lấy gai bồ kết rạch cho xước da chúng ra rồi sát muối vào người chúng từ lúc bé, thỉnh thoảng lại bắt chúng ăn muối, chúng sẽ không bao giờ đi xa. Loài lợn này có sức chịu đựng rất giỏi, chúng tìm củ, rễ cây rừng nhai lá cây là có thể sống được. Lợn mới đẻ có thể chạy nhảy và kiếm ăn ngay được, chúng chỉ theo bố mẹ vài ngày rồi tự tách ra. Cả lũ lợn con đi kiếm ăn thành đàn đến khi nào trưởng thành, có thể sinh sản mới tự tách ra.

## Chăn nuôi
Lợn cắp nách thực chất là giống lợn đặc trưng truyền thống chuyên thả rông không phải nuôi dưỡng, người dân tộc Mông ở Sapa nuôi theo kiểu thả rông. Lợn Mường cắp nách được thả rông trong rừng ôn đới lạnh giá ở độ cao hơn 2000 mét trên mực nước biển. Đây là giống lợn thuần chủng, nuôi theo hình thức thả rông và không sử dụng các loại thức ăn công nghiệp, thậm chí, cá biệt có những con nuôi hàng năm trời nhưng do thả rông hoang dã nên trọng lượng vẫn chỉ đủ cắp nách. Lợn được thả rong ven rừng, ăn cỏ dại, dũi củ rừng mà sống. Cả năm không thấy lớn nhưng được cái không tốn ngô sắn công sức. Người dân cho lợn ăn ngô, rau, sắn còn sẽ để chúng tự đi kếm rễ cây, rau cỏ để ăn. Ngoài 2 bữa chính chủ yếu là ngô, sắn và rau, cả ngày chúng phải tự đi kiếm thức ăn là lá cây, rễ cây, củ, quả trên đồi rừng. Chúng ăn ngô, khoai, sắn hay rễ cây, rau cỏ trong rừng. Lớn lên bằng thức ăn tự nhiên nên thịt rất sạch.
Việc nuôi giữ khá đơn giản. Muốn có một đàn lợn cắp nách thì chỉ cần mua một đôi, gồm một con đực và một con cái, sau đó thả chúng vào khu rừng gần nhà mình. Đôi lợn đó sẽ luôn đi bên nhau, làm ổ trong rừng, tự kiếm ăn. Đến mùa sinh sản thì chúng giao phối và đẻ ra cả đàn lợn hàng chục con chỉ to hơn ngón chân cái. Thường thì sau khi lợn mẹ sinh ra lợn con, chúng được thả rông mặc cho mưa nắng, không có chuồng trại, không được chăm sóc. Những con lợn phải tự kiếm thức ăn từ những cây củ dại ở ngoài vườn, rừng thỉnh thoảng mới được cho ăn những bắp ngô, củ sắn.
Trước kia, lợn cắp nách được người dân tộc thuần dưỡng và chỉ được nuôi thả rông hoàn toàn tự nhiên, con lợn tự đi kiếm ăn mà không sử dụng bất cứ loại thức ăn chăn nuôi công nghiệp hay dùng thức ăn nông nghiệp thông thường trong chuồng trại như ngô, khoai lang do vậy, giống lợn này rất còi cọc, và thời gian nuôi rất lâu, loại lợn này thường nuôi thả từ tám tháng đến một năm. Chúng sống chủ yếu ở ngoài trời mặc mưa gió đêm ngày, thức ăn kiếm ngoài tự nhiên, lâu mới được bữa ngô, khoai, sắn, còn chủ yếu là ăn rau củ dại, thức ăn chỉ là ngô, khoai, sắn và lá cây trên rừng.
Giống lợn này được thả vào trong rừng từ khi mới đẻ, tự kiếm ăn để sống. Lợn nhà ở Sapa còi cọc vì phải tự tìm rau dại, củ rừng gần như là lợn rừng Cũng vì cách nuôi thả hoang dã như vậy mà thịt lợn cắp nách rất thơm, chắc, nhiều nạc và đặc biệt rất an toàn với người dùng, đặc biệt an toàn về vệ sinh thực phẩm. Đây chính là đặc điểm để lợn cắp nách được đánh giá là món ăn đặc sản mà còn là một vị thuốc bổ dưỡng rất quý. Chính vì không được nuôi dưỡng nên Chính vì ăn cỏ cây, lại chậm lớn nên thịt chúng rất thơm ngon, hầu như không có mỡ, miếng nào có một tý mỡ thì cũng không ngấy, chính vì lẽ đó mà lợn tuy nhỏ bé rất sạch và thịt cũng ngon.

## Ẩm thực
Lợn cắp nách là một đặc sản nổi tiếng ở miền núi. Khách vào bản mua lợn, cứ ra ven rừng đuổi bắt được con nào thì lấy con ấy. Con to con bé đều bằng giá nhau, vì theo quan niệm của người dân nơi đây "lần sau khách vào nhà thì con bé đã thành con to rồi mà, to bé có khác gì nhau". Những món ăn từ loại thịt lợn này luôn thơm ngon, hấp dẫn và cuốn hút thực khách Thịt lợn ngọt, thơm, da ròn sừn sựt, nó có thể được chế biến thành nhiều món từ đơn giản đến phức tạp kèm theo với những gia vị đặc trưng của người bản xứ. Tiết của con lợn này không như tiết vịt, tiết chó, tiết trâu vì những miếng gan bé nhưng lại chắc hơn cả gan ngỗng. Nguyên cả một con lợn chỉ đánh được có đúng năm bát tiết bé, dồi lợn cắp nách ngon, các khúc dồi đều tăm tắp, bằng cái thân bút bi
Lợn cắp nách sau khi bị bắt giữ sẽ được cạo lông sạch sẽ và phải mổ theo kiểu mổ moi. Muốn cho da lợn sạch cần dùng chanh để tẩy hết lớp đất bụi bám ở các chân lông rồi mới rửa sạch, để khô, xoa nước hàng và thui bằng rơm hoặc bã mía cho thơm. Thui đều lửa đến khi bì lợn ngả màu vàng rộm thì chà sạch một lần nữa bằng chanh, sau đó mới lọc thịt để chế biến thành các món. Lợn cắp nách có rất nhiều cách chế biến món khác nhau như thịt ba chỉ, thịt mông dùng để hấp, thịt từ vai trở lên dùng vào món nướng, thịt thủ, nầm bụng để nấu giả cầy, xương đã lọc rồi thì để ninh làm món canh, món lòng dồi và thịt bụng còn lẫn cả xương sườn hấp cách thủy, chấm lá nhội giã nhỏ trộn hạt xẻn hoặc hạt dổi, ớt xanh.
Có thể chế biến nhiều món ăn từ lợn cắp nách như nướng, xào, hấp, lòng dồi, om, giả cầy, sườn nấu canh. Thịt lợn cắp nách có thể chế biến thành nhiều món ăn ngon. Có nhiều cách chế biến lợn cắp nách thành đặc sản như tiết canh, luộc, hấp, nướng, hun khói, xào. Việc chế biến thức ăn từ thực phẩm này không khó, bởi vốn dĩ thịt lợn cắp nách đã ngon. Vấn đề chủ yếu là chuẩn bị gia vị tiếng địa phương (Tày, Thái) còn gọi là nậm chéo, hay là chấm chéo. Lợn cắp nách có nhiều kiểu chế biến. Ngon nhất là món lòng dồi và thịt bụng còn lẫn cả xương sườn hấp cách thủy, chấm lá nhội giã nhỏ trộn hạt xẻn hoặc hạt dổi, ớt xanh. Vị hơi chua, chát và mùi thơm của hạt dổi, lá chanh gặp món thịt ba chỉ ăn có vị ngon.
Lợn cắp nách có thể được làm ra nhiều món ăn khác nhau như lợn thường nhưng phổ biến và đặc biệt nhất là món lợn cắp nách quay. Miếng thịt lợn nóng hôi hổi nghi ngút khói, bên trong lớp bì giòn tan là một lớp mỡ mỏng tiếp đến là thịt nạc mềm và ngọt. Ở lợn cắp nách thì xương chúng rất nhỏ và mềm, nếu không phải xương ống thì có thể ăn cả xương lợn cắp nách, lợn cắp nách là món nhậu phù hợp nhất với rượu táo mèo hay rượu ngô. Trong quán ăn ở vùng cao, dễ thưởng thức những món thịt nướng được tẩm ướp kỳ công cùng gia vị đặc trưng của núi rừng như lá mắc mật, mắc khén. Đĩa thịt nướng có màu vàng ươm như mật ong, dậy mùi thơm, vị ngọt, đậm đà tạo hương vị đặc biệt của món thịt lợn cắp nách.
Theo kinh nghiệm của người Dao, người Mông, lợn cắp nách cho thịt săn chắc và thơm ngon, nhất là không bị hoi phải là loại lợn cắp nách đực đã được thiến từ bé hoặc chưa bao giờ đẻ. Lợn cắp nách của dân tộc Lào Cai thơm, chắc, hiều nạc và đặc biệt là an toàn với người dùng người sành ăn chỉ mua những con lợn từ 12 đến 15 kg Ngoài ra cần chú ý, kẻo ăn nhầm phải lợn Mường cắp nách giả, nó vẫn là con lợn bé, đen thui, cái đuôi xoắn tít nhưng lại nuôi bằng cám bã, ngô gạo thì không phải là lợn Sapa chính gốc

## Mua bán

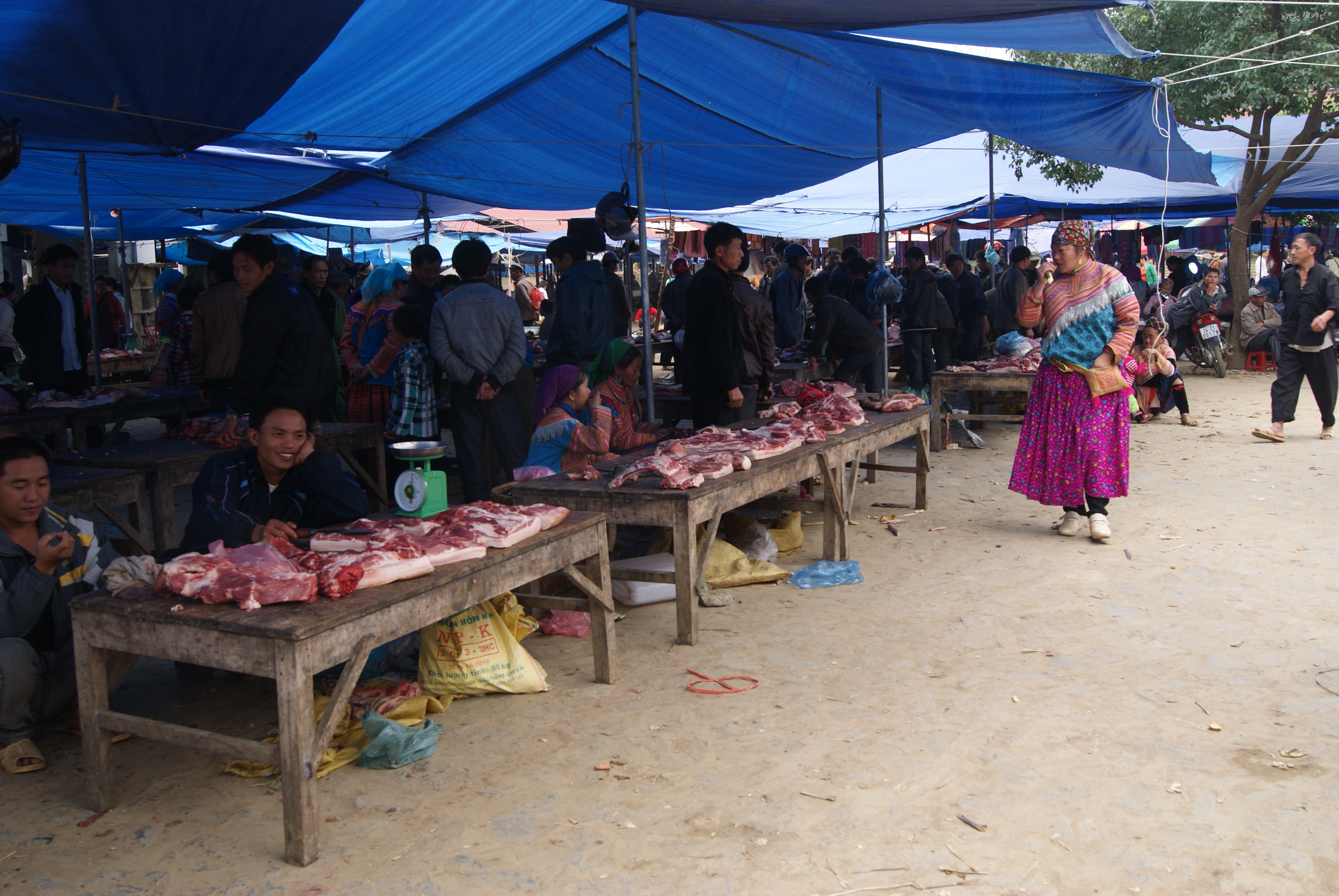

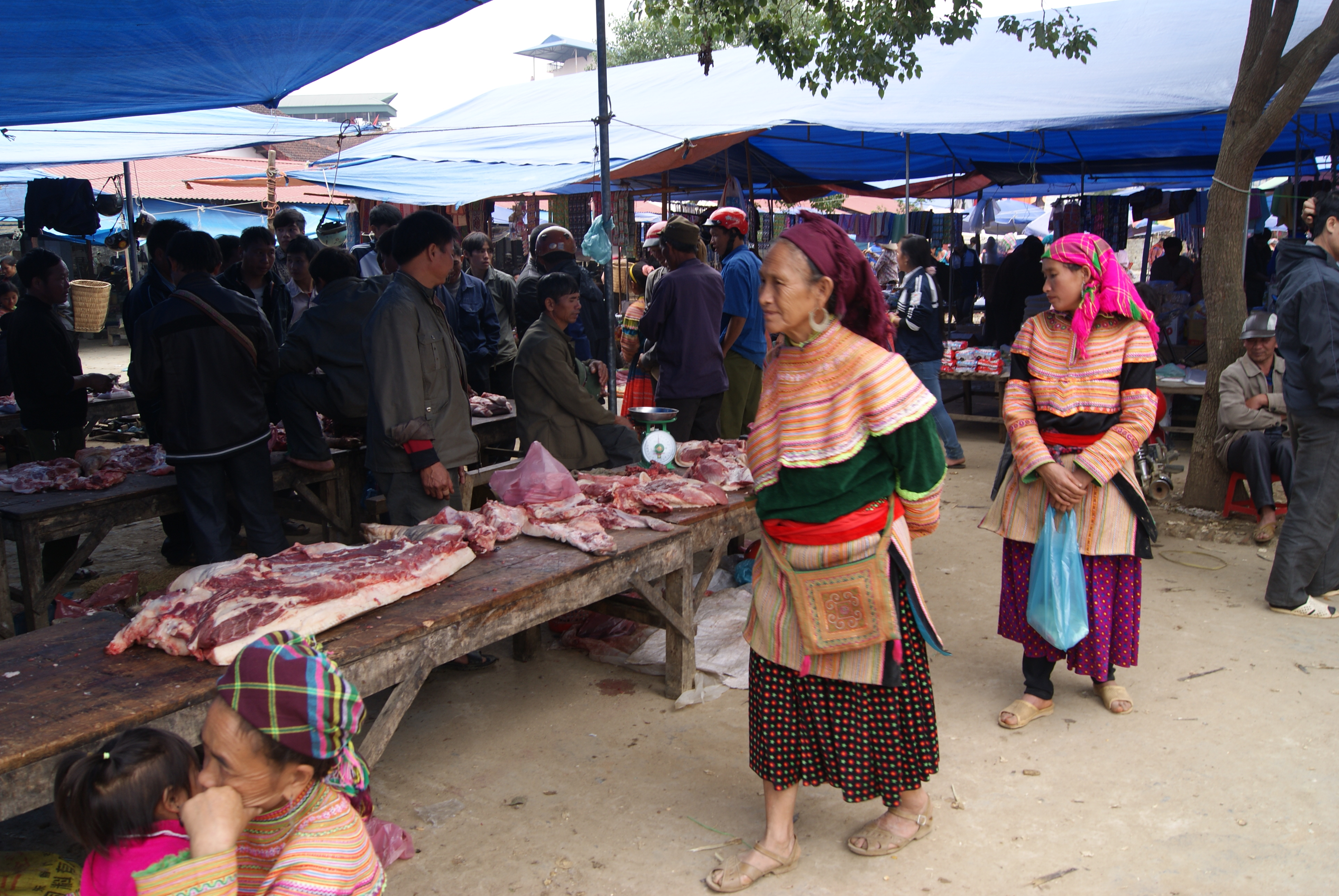
Thịt lợn được bày bán tại chợ ở Bắc Hà - Sapa

Lợn cắp nách được dân tộc Mông nuôi chủ yếu ở huyện Mù Cang Chải, Trạm Tấu và các xã vùng cao của huyện Văn Chấn, Văn Yên. Người Mông nuôi lợn cắp nách khá đơn giản, riêng ở Thôn Phình Hồ, xã Phình Hồ, huyện Trạm Tấu, gia đình nào cũng nuôi lợn cắp nách, hộ khá thì vài chục con, hộ khó khăn hơn cũng vài con. Các phiên chợ nổi tiếng ở Bắc Hà, Sín Chéng, Cán Cấu (Si Ma Cai), hay chợ Mường Khương, người ta đều dành một khu cho việc mua bán loại đặc sản này. Người dân từ bản xa như Lùng Khấu Nhin, Pha Long mang lợn ra chợ thường buộc chân lợn vào cái que tre, vắt ngang miệng gùi, đầu đuôi còn ngắn hơn bờ vai người đeo, kẹp vào nách những con lợn trong đàn của mình
Khi đi du lịch Sapa vào mùa đông sẽ thấy hình ảnh một người Mông kẹp 1 hoặc hai con lợn vào nách đem ra chợ bán. Người ta đi chợ mua về, hành hẹ rau cỏ xách nặng hai tay còn chú lợn chỉ cần kẹp vào nách cũng xong. Dân từ bản xa mang lợn ra chợ thường buộc chân vào cái que tre, vắt ngang miệng gùi, đầu đuôi còn ngắn hơn bờ vai người đeo
Tại các phiên chợ vùng cao, điểm bán lợn bản thường là nơi đông đúc và nhộn nhịp nhất. chủ nhân cắp nách đem xuống chợ bán, như con gà, con chó, mớ rau. Lợn cắp nách thường được bán nguyên cả con.
Tại các phiên chợ vùng cao Lào Cai, có thể dễ dàng bắt gặp hình ảnh những người đồng bào dân tộc bày bán lợn cắp nách. Hình ảnh những chú lợn nhỏ, được người dân cắp nách đem xuống chợ bán đã trở thành nét văn hóa ở vùng cao, Lợn cắp nách được bán theo con chứ không bán theo cân ở chợ phiên Hoàng Su Phì-Hà Giang. Lợn cắp nách thường được bán rất nhiều ở các phiên chợ vùng cao của Lào Cai như Mường Hum, Sín Chéng, Bắc Hà. Tại những phiên chợ trên vùng cao Tây Bắc, bạn có thể thấy người dân tộc gùi trên lưng những tảng thịt xuống chợ, mua bán, trao đổi hàng hóa. Thịt lợn cắp nách được bán khoảng 130.000 đồng một kg.

## Đặc sản
Từ lâu, giống lợn này gần như tuyệt chủng vì không bán được, dân bản không ai nuôi, bây giờ lợn trở thành món đặc sản Sapa. Trước kia rừng phủ khắp nơi, người ta đã từng ăn thịt lợn rừng quanh năm. Khi biết cách chăn nuôi, các con lợn nhà được quý trọng và coi là đặc sản, chỉ có người nghèo mới phải ăn lợn rừng. Giống lợn còi cọc chỉ những khi thiếu thốn người ta mới ăn chúng, hiện nay, Sapa còn những con lợn còi còn sót lại và đã nhanh chóng là một đặc sản đậm đà bản sắc địa phương Thời gian gần đây, khi mà nhiều người sợ ăn lợn nuôi công nghiệp thì lợn cắp nách đã trở thành lựa chọn của nhiều người. Nhiều gia đình đã mang lợn cắp nách xuống các chợ huyện bán để lấy tiền ăn Tết.
Lợn cắp nách là một đặc sản đã ghi được dấu ấn trong lòng nhiều khách du lịch. Lợn cắp nách đến từ các bản được giới sành ăn quan tâm và săn tìm nhiều. Là thứ đặc sản sạch, lại có vị thơm, ngon đặc biệt nên hay mua để đãi gia đình, người thân làm tiệc liên hoan. Ở Lai Châu, lợn cắp nách đã trở thành món ăn trong các đám cưới, tiệc liên hoan. Lợn cắp nách thực sự thả hoang trong rừng đã rất hiếm vì bây giờ không còn nhiều bản làng ở được gần rừng, mà lại trong rừng trên núi cao thì lại càng hiếm, đặc sản lợn Mường Sapa còn khó kiếm hơn cả lợn rừng. Món này có thể gọi là thịt rừng nhưng lại không phải là thịt rừng.
Nắm bắt nhu cầu thị trường nên mấy năm gần đây, một số hộ chăn nuôi ở các huyện Bát Xát, Sa Pa, Bắc Hà, Mường Khương đã rào rừng nuôi thả lợn với số lượng khá để cung ứng cho các nhà hàng đặc sản. Tại nhiều nhà hàng và các chợ ở miền núi, những món ăn chế từ loại lợn cắp nách đang được nhiều thực khách tin dùng, ở Lai Châu và đặc biệt ở thị xã Lai Châu xuất hiện rất nhiều quán đặc sản lợn cắp nách. Khách từ miền xuôi cũng đã lặn lội về đây để mong được thưởng thức loại thịt rừng nhân tạo. Món thịt lợn này không chỉ thơm ngon, nhiều dinh dưỡng mà còn đảm bảo an toàn vệ sinh thực phẩm.
Thịt lợn ở các vùng từ miền ngược đến miền xuôi hầu như đều được người chăn nuôi thúc lớn bằng cách cho ăn cám tăng trọng nên khi chế biến món ăn, thịt không có mùi thơm, lại rất nhiều nước. Ăn loại thịt lợn này có thể gây bệnh nguy hiểm cho con người. Vì thế lợn cắp nách được nhiều người tin tưởng lựa chọn. Bởi đó là loại thực phẩm sạch, thịt chắc và thơm ngon. Nhiều người ở thành phố Yên Bái và các tỉnh, thành phố như Hà Nội, Hải Phòng, Phú Thọ đã đến các bản làng của người Mông tìm mua.
Lợn cắp nách của người Mông nuôi vì thịt chắc, thơm, lớp bì dày nhưng ăn giòn, hầu như không có mỡ hoặc có thì rất thơm, ăn không ngấy. Một số hộ chăn nuôi ở các huyện và thành phố Yên Bái đã mua giống lợn cắp nách của người dân bản địa về nuôi thả đúng theo phương thức truyền thống của người Mông. Mô hình nuôi lợn cắp nách với diện tích trên 2.000 m2 của gia đình có 20 con lợn nái và trên 100 con lợn con. Nuôi lợn cắp nách không khó bởi thức ăn sẵn có như thóc, ngô, sắn, rau, chuối rừng và nước cám gạo. Lợn được tiêm phòng dịch bệnh theo quy trình nuôi an toàn, không sử dụng chất kích thích tăng trọng với 2 đến bảy con lợn cắp nách được chế biến mỗi ngày, đáp ứng nhu cầu phục vụ thực khách.
Ngày nay, do nhu cầu đối với loại lợn này ở các thành phố ngày càng lớn nên đã có nhiều trang trại tổ chức chăn nuôi công nghiệp hơn, nhiều trại có diện tích 14 ha nuôi trên 130 con lợn cắp nách. Có những nơi sử dụng những giống lợn lai, lợn đen rồi thả tự nhiên để còi cọc giả lợn cắp nách nhưng tính chất cắp nách cũng như chất lượng thịt không được như loại lợn cắp nách của người dân tộc. Do chạy theo lợi nhuận, một số người đã mổ lợn sữa để làm giả và rao bán với giá lợn cắp nách do đó, nhiều chủ lợn vùng cao đã mổ bày bán những miếng thịt còn để nguyên cả lông để muốn chứng minh với thực khách rằng, đây đích thực là lợn cắp nách thực sự. Ở một vài nơi trong tỉnh Lào Cai đang bị thả nổi và có nguy cơ làm giả.